# 곡성 태안사 능파각
곡성 태안사 능파각(谷城 泰安寺 凌波閣)은 대한민국 전라남도 곡성군 죽곡면, 태안사의 금강문으로 누각을 겸한 일종의 다리건물이다. 1981년 10월 20일 전라남도 시도유형문화재 제82호로 지정되었다.

## 개요
태안사의 금강문으로 누각을 겸한 일종의 다리건물이다. 계곡의 물과 주위 경관이 아름다워, 미인의 가볍고 우아한 걸음걸이를 의미하는 ‘능파(凌波)’라 이름하였다. 이 다리를 건너면 세속의 번뇌를 던져버리고 부처님의 세계로 진입함을 상징한다.
통일신라 문성왕 12년(850)에 혜철선사가 처음 지었고, 고려 태조 24년(941) 광자대사가 수리하였다고 한다. 그 뒤 파손되었던 것을 조선 영조 43년(1767)에 다시 지었다.
다리를 건너는 쪽에서 보았을 때 앞면 1칸·옆면 3칸의 규모이며, 지붕 옆면이 사람 인(人)자 모양인 간결한 맞배지붕이다. 계곡의 양쪽에 바위를 이용하여 돌축대를 쌓고 그 위에 두 개의 큰 통나무를 받쳐 건물을 세웠다. 지붕을 받치면서 장식을 겸하는 공포가 기둥 위에만 배치하는 주심포 양식이며, 위로 갈수록 좁아지는 민흘림 기둥을 사용하였다.
여러 가지 동물상을 조각한 목재를 사용하였으며, 다리와 문·누각의 역할을 함께 하도록 지은 특이한 건물이다.

## 같이 보기
- 태안사

## 참고 자료
- 태안사능파각 - 국가유산청 국가유산포털